# Vehbi
Vehbi ist ein türkischer männlicher Vorname arabischer Herkunft, der auch in Albanien und im Kosovo vorkommt. Vehbi hat die Bedeutung „Die Gottesgabe“ und geht auf Wahab zurück.

## Verbreitung
Der Name taucht in Deutschland seit 2011 hin und wieder in den Vornamenscharts auf. Von 2010 bis 2023 wurde er circa 20 Mal gewählt. In der Schweiz tragen den Namen 81 Personen (Stand 2023). Der Name wird in Österreich seit 2013 sporadisch in der Namensgebung berücksichtigt. Seitdem wurde er fünf Mal vergeben. In Belgien wurden von 1995 bis 2023 insgesamt sieben Jungen so genannt. Die Vergabe ist auch in Dänemark nachgewiesen.

## Namensträger

### Osmanische Zeit
- Seyyid Vehbi (1674–1736), osmanischer Dichter
- Sünbülzade Vehbi (~1718–1809), osmanischer Dichter

### Vorname
- Vehbi Akdağ (1949–2020), türkischer Ringer
- Vehbi Bardakçı (* 1956), türkischsprachiger Autor in Deutschland
- Vehbi Dibra (1867–1937), albanischer Großmufti
- Vehbi Günay (1953–2023), türkischer Fußballspieler
- Vehbi Koç (1901–1996), türkischer Unternehmer und Philanthrop